# روبرت ريد
روبرت ريد (بالإنجليزية: Robert Reed) (و. 1932 – 1992 م) هو ممثل، وممثل مسرحي، وممثل تلفزيوني، من الولايات المتحدة الأمريكية، ولد في هايلاند بارك، توفي في باسادينا، كاليفورنيا، عن عمر يناهز 60 عاماً بسبب سرطان القولون والمستقيم.

## التعليم
تعلم في جامعة نورث وسترن، والأكاديمية الملكية للفنون المسرحية، وكلية لندن الجامعية.

## وصلات خارجية
- روبرت ريد على موقع IMDb (الإنجليزية)
- روبرت ريد على موقع روتن توميتوز (الإنجليزية)
- روبرت ريد على موقع أول موفي (الإنجليزية)
- روبرت ريد على موقع قاعدة بيانات برودواي على الإنترنت (الإنجليزية)
- روبرت ريد على موقع إن إن دي بي (الإنجليزية)
- روبرت ريد على موقع قاعدة بيانات الفيلم (الإنجليزية)